# Horst Trageiser
Horst Josef Trageiser (* 17. Februar 1937) ist ein ehemaliger deutscher Politiker der Republikaner. Er gehörte dem Landtag von Baden-Württemberg von 1992 bis 1996 als Abgeordneter an.

## Leben
Trageiser, gebürtiger Donauschwabe, studierte Mathematik und Physik und war danach als Vertriebsingenieur und Marketingleiter tätig.

## Politik
Trageiser war von 1990 bis 1991 Generalsekretär der Republikaner in Bonn, danach war er Landespressesprecher der Republikaner in Baden-Württemberg. Von 1989 bis 1992 war er Mitglied des Gemeinderats der Landeshauptstadt Stuttgart, dort gehörte er dem Wirtschaftsausschuss an, ferner war er Geschäftsführer seiner Fraktion.
Bei der Landtagswahl 1992 kandidierte er im Wahlkreis Stuttgart III und erhielt 15,2 Prozent der Stimmen, wodurch er über ein Zweitmandat in den Landtag einzog. Dort war er stellvertretender Fraktionsvorsitzender und gehörte dem Finanzausschuss als ordentliches Mitglied sowie weiteren Ausschüssen als stellvertretendes Mitglied an.
Im Landtag galt Trageiser als Widersacher des Fraktionsvorsitzenden Rolf Schlierer.
1994 kandidierte er bei der Europawahl auf Platz 4 der Bundesliste der Republikaner, die Partei verfehlte jedoch die 5-Prozent-Hürde. Im selben Jahr gehörte er der 10. Bundesversammlung an.
Im Mai 1995 wurde Trageiser von Jugendlichen angegriffen, als er sich an einem Informationsstand seiner Partei aufhielt. Er musste daraufhin mit dem Verdacht auf Nasenbeinbruch in ein Krankenhaus eingeliefert werden.
Nach der Landtagswahl 1996 schied er aus dem Landtag aus und zog sich aus der Politik zurück.